# Star Wars: The Force Unleashed (project)

Star Wars: The Force Unleashed is een multimediaproject ontwikkeld door LucasArts samen met Dark Horse Comics, Lego, Hasbro, en Del Rey Books. Het project maakt deel uit van het Star Wars Expanded Universe.
Het project bestaat in eerste instantie uit het gelijknamige videospel. Verder telt het project een vervolgspel, twee romans die het verhaal van de spellen vertellen, een stripserie, actiefiguurtjes en een rollenspel.

## Verhaal
Het verhaal van The Force Unleashed speelt zich chronologisch gezien af tussen Star Wars Episode III: Revenge of the Sith en Star Wars Episode IV: A New Hope. In het verhaal wordt de nasleep van de grote afslachting van de Jedi en de oprichting van de rebellenalliantie uitgediept.
Centraal staat Galen Marek, bijgenaamd "Starkiller", die door Darth Vader tot zijn geheime leerling wordt gemaakt buiten weten van Darth Sidious om. Hij moet voor hem de laatste nog levende Jedi uitroeien.
De gebeurtenissen in The Force Unleashed geven een uitgebreidere kijk in het verleden van Darth Vader, en tonen hoe hij definitief veranderd van de Jedi Anakin Skywalker naar de Darth Vader uit “A New Hope”. Uiteindelijk verraad Darth Vader Starkiller, en onthuld dat hij hem slechts gebruikte als hulpmiddel om de laatste Jedi te vinden. Starkiller besluit hierop een Jedi te worden, en offert zich op om de leiders van de rebellenalliantie te helpen ontsnappen. Als eerbetoon aan hem gebruikt de rebellenalliantie voortaan Starkiller’s familiewapen als symbool.
In de sequel heeft de speler de controle over een kloon van Starkiller met het geheugen van de originele Starkiller. Het spel eindigt met een cliffhanger waarin Starkiller Darth Vader gevangen neemt. Het is onbekend hoe de cliffhanger afloopt, aangezien het derde spel is geannuleerd en de eerste twee spellen zijn toegewezen aan Legends en daarmee niet tot de officiële Star Wars canon behoren.

## Media

### Computerspellen

#### Star Wars: The Force Unleashed II
In 2010 werd The Force Unleashed II uitgebracht, een spel waarin het verhaal van The Force Unleashed vervolgd werd. Later dat jaar kwam er een romanversie van uit, geschreven door Sean Williams.

### Boeken

#### Romans
Op 19 augustus kwam The Force Unleashed uit. Het boek is geschreven door Sean Williams en is gebaseerd op het eerste spel uit de reeks. De roman stond een week lang op de eerste plaats op de lijst van best verkochte fantasyboeken van zowel Publishers Weekly als The New York Times. Williams nam de opdracht om het boek te schrijven aan daar volgens hem The Force Unleashed een soort van episode 3.5 was in de Star Warssaga.
Op 5 oktober 2010 kwam The Force Unleashed II uit. Het boek is geschreven door Sean Williams en is gebaseerd op het tweede spel uit de reeks.

#### Graphic Novel
Op 18 augustus 2008 kwam de graphic novel van The Force Unleashed uit. Het boek is gebaseerd op het eerste spel in de reeks.
Op 29 september 2010 kwam de graphic novel van The Force Unleashed II uit. Het boek is gebaseerd op het tweede spel in de reeks.

### Andere projecten
Op een speelgoedbeurs in 2007 toonde Hasbro zeven nieuwe actiefiguurtjes die gebaseerd zijn op het spel. Lego bracht eveneens speelgoed uit gebaseerd op het spel, beginnend met een model van het schip Rogue Shadow.
Dark Horse's The Force Unleashed graphic novel werd gepubliceerd op 18 augustus 2008. Newsarama noemde de graphic novel een "solide verhaal".